# Большие Манадыши
Большие Манадыши — село в Атяшевском районе Республики Мордовия. Административный центр Большеманадышского сельского поселения.

## География
Расположено в 7 км от районного центра и железнодорожной станции Атяшево.

## История
По сведениям Атемарских писцовых книг 1640—1641 годов, деревня Мамодыши считалась мордовской; в переписи 1704 года упоминается как русское поселение ясачных крестьян: «село Архангельское, или Мамодыши тож». В начале XVIII века здесь была церковь; в 1713 году — 29 дворов. В 1751 году была построена новая церковь; в 1891 году открыли церковно-приходскую школу. 18 августа 1774 года в Мамодышах произошло сражение между правительственными войсками и отрядом около 2 тыс. восставших крестьян, закончившееся поражением повстанцев: часть села была сожжена, более 100 чел. убиты, 47 ранены и взяты в плен. По сведениям 1859 года, Манадыши — удельное село из 78 дворов Ардатовского уезда. В конце XIX — начале XX века в нём процветала торговля. Многие крестьяне стали купцами (Барашковы, Кандаковы и др.). В 1930 году в селе было 311 дворов (1770 чел.). Созданы колхозы «Искра» (Большие Манадыши), имени Ворошилова (деревни Чебудасы, Барский порядок), объединившиеся в 1950 году в одно хозяйство, которое в конце 1990-х годов преобразовано в СХПК «Искра». В современной инфраструктуре села — школа, Дом культуры, библиотека, магазин, Михаило-Архангельская церковь. Село газифицировано (1991).

## Население
| 2002 | 2010 |
| ---- | ---- |
| 572  | ↘518 |

Национальный состав
Согласно результатам Всероссийской переписи населения 2002 года, в национальной структуре населения русские составляли 76 %.

## Источник
- Энциклопедия Мордовия, И. С. Марискин, О. И. Марискин.